# August Gustav Heinrich von Bongard
August Gustav Heinrich von Bongard, nemški botanik, * 12. september 1786, Bonn, Nemško cesarstvo, † november 1839, Sankt Peterburg.
Deloval je v Sankt Peterburgu in bil eden prvih botanikov, ki so se ukvarjali s floro Aljaske (takrat v lasti Rusije). 